# Olímpio Branco

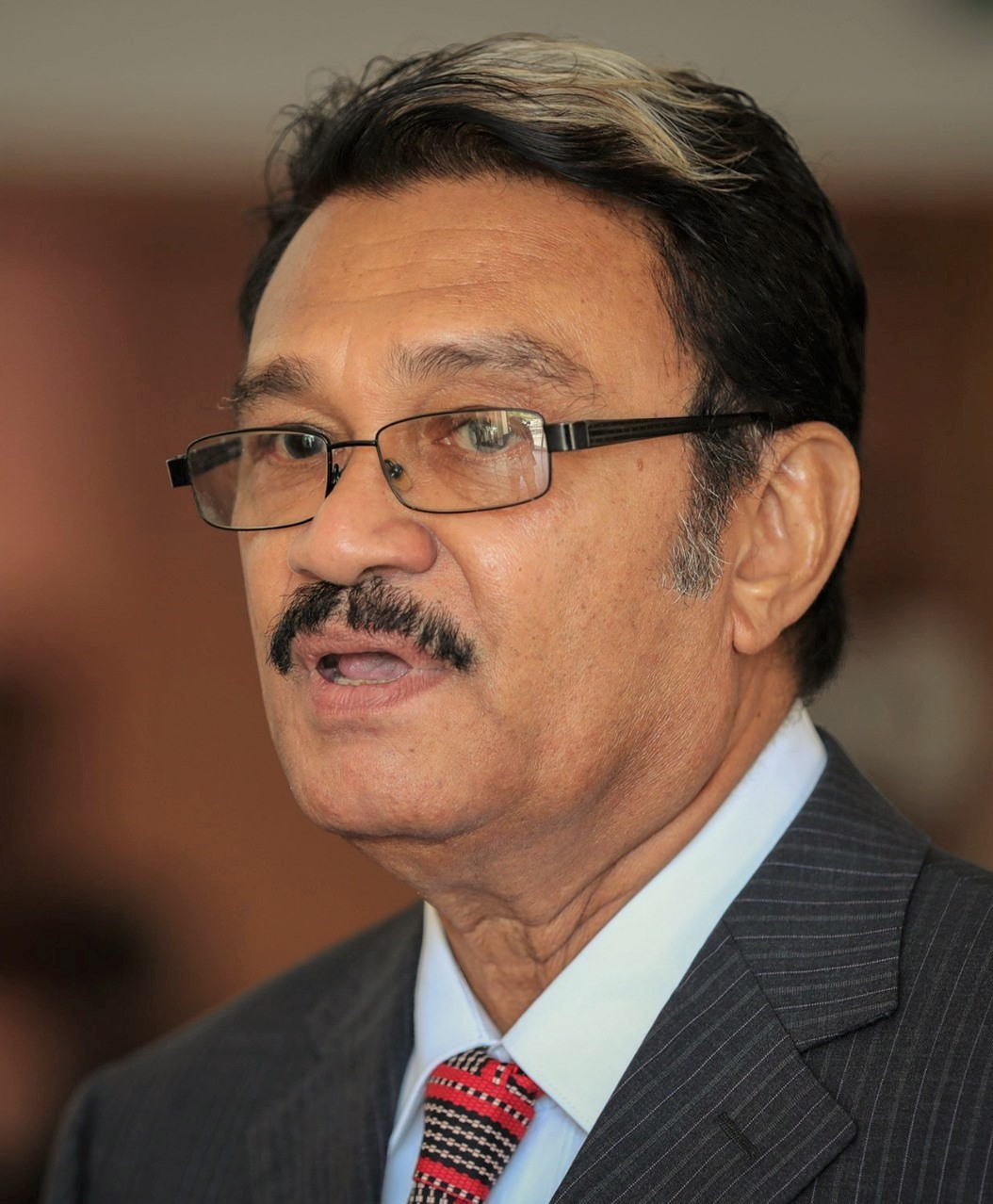
Olímpio Branco (2019)

Olímpio Maria Alves Gomes Miranda Branco ist ein osttimoresischer Unabhängigkeitsaktivist, Politiker und Diplomat.

## Werdegang
Branco war einer der Bewohner des Casa dos Timores in Lissabon. 1974 gehörte er zu den ersten Mitgliedern der Associação Social Democrática Timorense (ASDT), die einige Monate später in FRETILIN umbenannt wurde.
Kurz darauf fiel Indonesien in Osttimor ein und die FRETILIN ging in den bewaffneten Kampf gegen die Invasoren. Ein Teil der FRETILIN-Führung ging ins Exil in Übersee. Branco wurde Vizerepräsentant der FRETILIN in Europa und Sprecher der Partei in Lissabon.
1999 zog sich Indonesien aus Osttimor zurück und nach drei Jahren Verwaltung durch die Vereinten Nationen wurde das Land wieder in die Unabhängigkeit entlassen. Die FRETILIN erhielt im Nationalparlament die absolute Mehrheit und stellte die Regierung. Branco wurde Generalsekretär im Außenministerium. 2002 verließ der bisherige Vizeminister für Äußeres und Kooperation José Luís Guterres das Kabinett, um im Jahr darauf Botschafter Osttimors in den Vereinigten Staaten und bei den Vereinten Nationen zu werden. Branco wurde neuer stellvertretender Außenminister.
Ende 2005 löste Branco Leonor Cardoso Mendes Mota als Botschafter Osttimors in China ab. 2011 gab er den Posten in der Volksrepublik China an Vicky Tchong ab und wurde 2012 Botschafter Osttimors in Kuba in Nachfolge von Egídio de Jesus. Das Amt behielt Branco, bis er 2016 von Loro Horta abgelöst wurde.
2019 wurde Branco zum neuen Botschafter in Brasilien vereidigt. Das Amt hatte er bis 2023 inne.

## Ehrungen
Am 19. Mai 2012 wurde Branco die Insígnia des Ordem de Timor-Leste verliehen.